# WRB – Wien-Raab bis Neusiedler See
Die Dampflokomotiven WIEN-RAAB bis NEUSIEDLER SEE waren acht Schlepptender-Lokomotiven, die von der Wien-Raaber Bahn bestellt wurden.

## Geschichte

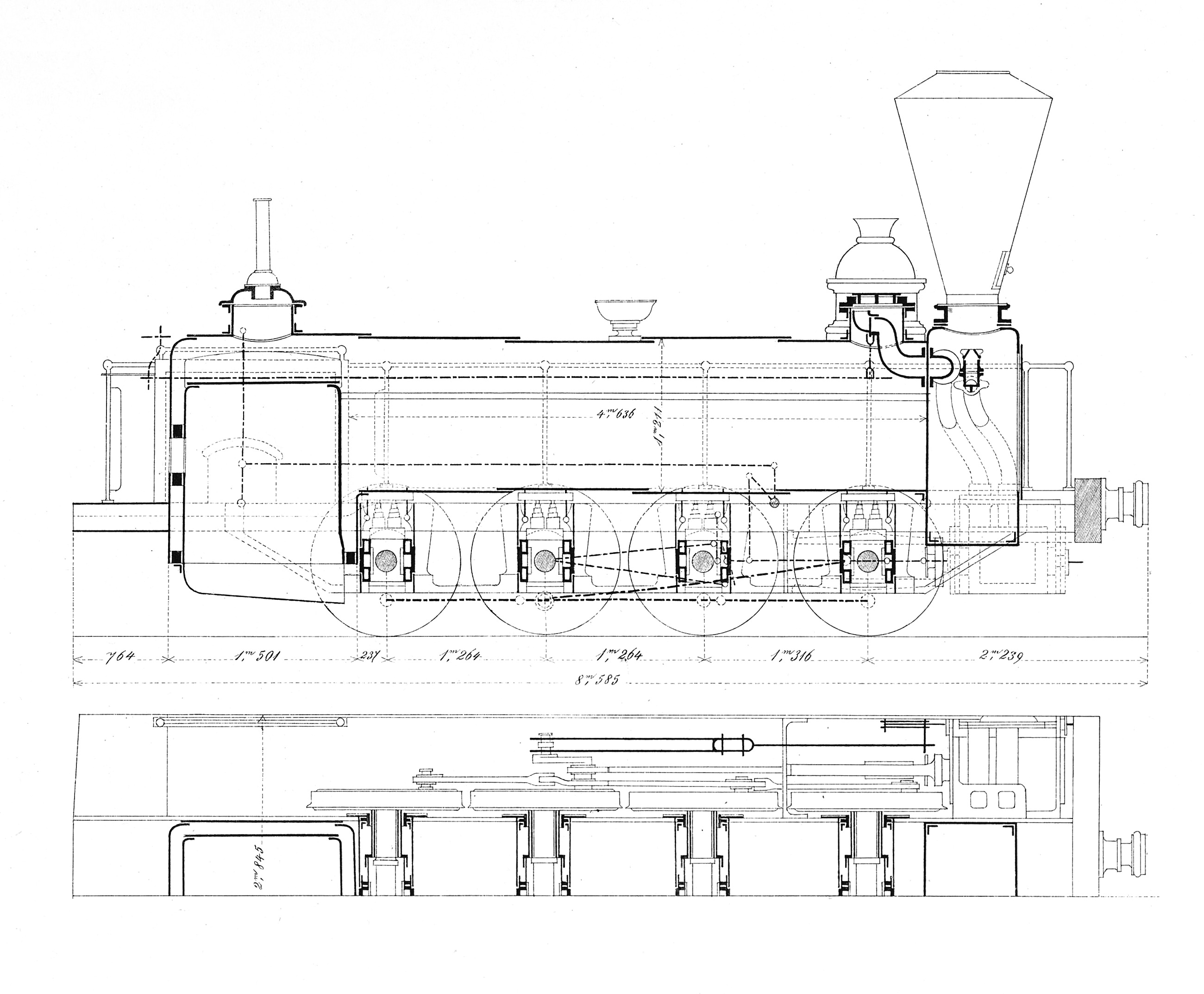
StEG I 440–447, Werkzeichnung

Die meisten Lokomotiven dieser Serie wurden aber bereits an die Staats-Eisenbahn-Gesellschaft (StEG) geliefert, die die WRB 1855 übernommen hat.
Sie waren die ersten vierfach gekuppelten Lokomotiven (Bauart D n2) Österreich-Ungarns.
Diese ersten schweren Gebirgsbahnlokomotiven Europas wurden auf der Strecke Bruck an der Leitha–Győr–Ujszőny eingesetzt, die eigentlich im Flachland verlief.
Die erste Lokomotive, die WIEN-RAAB, wurde auf der Pariser Weltausstellung ausgestellt und dort von der französischen Eisenbahngesellschaft MIDI angekauft, bei der sie die Nummer 301 erhielt.
1875 wurde sie in der Werkstätte Bordeaux in eine Tenderlokomotive umgebaut, wobei sie weiter vierfach gekuppelt blieb, und bis 1898 im Verschub eingesetzt.
Danach wurde sie an die Bergbaugesellschaft Carmaux verkauft, die sie 1903 an das Eisenwerk Périgord abgab.
Die restlichen Maschinen erhielten die Namen KOMORN, SZT. MIKLOS (später SCHWECHAT"), U.-ALTENBURG, WIESELBURG,
STUHLWEISSENBURG, VESZPRIM und NEUSIEDLER SEE und wurden bereits an die StEG geliefert, die ihnen zunächst die Nummern 441–447 zuwies (die für die WIEN-RAAB reservierte Nummer 440 wurde nicht besetzt).
Ab 1873 wurden sie StEG 1101–1107.
Die ursprüngliche SZT. MIKLOS bekam 1899 noch die StEG-Bezeichnung 4001 und wurde erst 1903 ausgemustert.